# Soju
Le Soju (소주) est un spiritueux originaire de Corée. La plupart des marques modernes de soju proviennent de Corée du Sud. 
On le fait traditionnellement à partir de riz, mais la plupart des principales marques complètent ou même remplacent le riz par d'autres sources d'amidons, telles que les pommes de terre, le blé, l'orge, la patate douce ou le tapioca (appelé dangmil en coréen). Le soju est de couleur claire et son degré d'alcool varie généralement entre 20 % et 45 %, les 20 % étant les plus communs.

## Étymologie
Étymologiquement, le mot Soju pourrait provenir de la prononciation coréenne du Chinois 烧酒 / 燒酒, shāojiǔ, qui signifie littéralement « alcool chauffé », c'est-à-dire distillé, elle est aussi similaire avec l'alcool japonais : Shōchū (焼酎) lit. « liqueur distillée », Le premier caractère 焼 et la version shinjitai kanji du caractère chinois 燒, autrefois également utilisé en japonais et à la même étymologie chinoise de chauffé ou cuit, le second caractère, 酎, zhòu signifie cependant vin fort ou à double fermentation.

## Le Soju en Corée

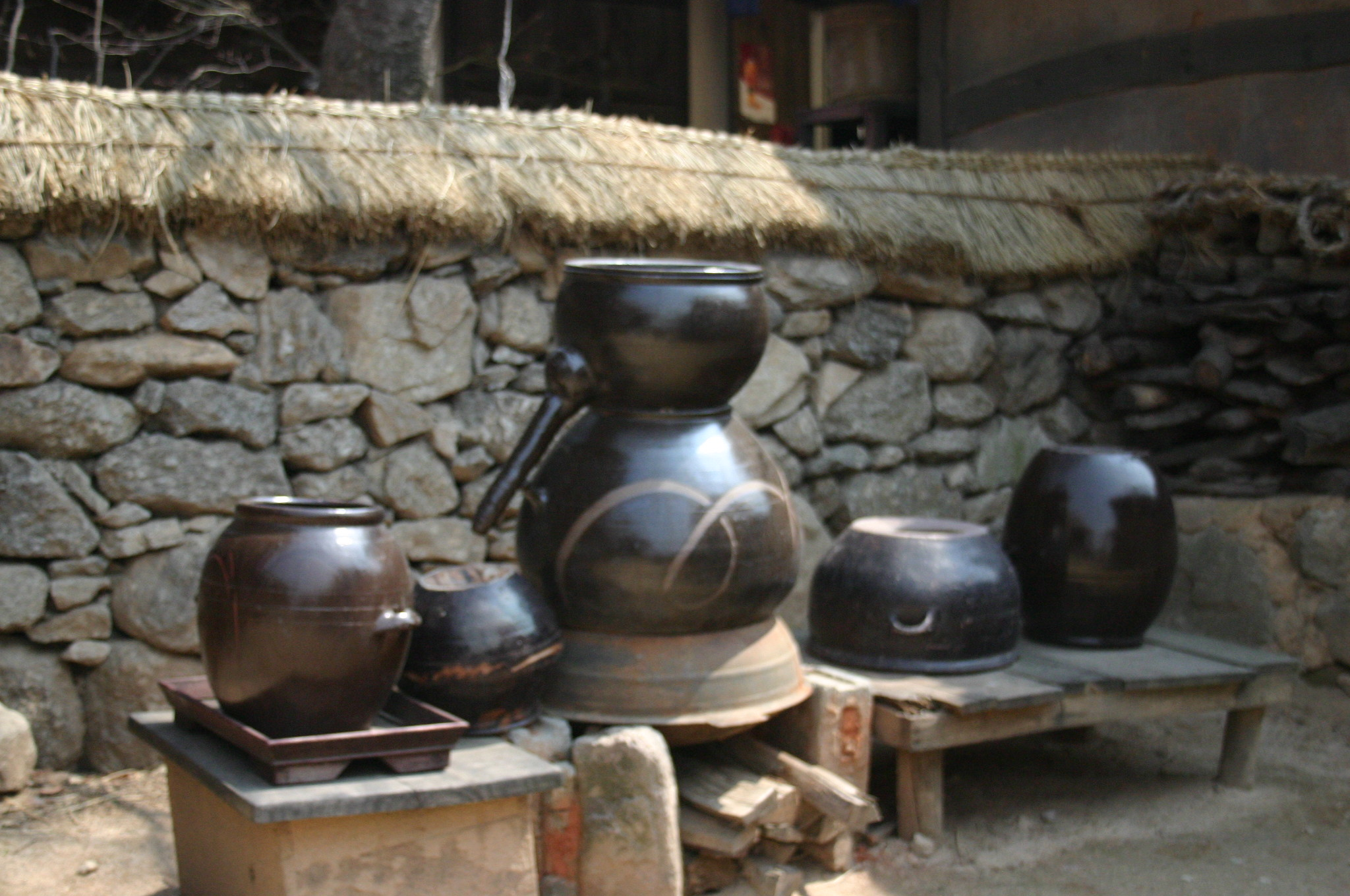
Outils servant à la fabrication du soju.

Le soju fut tout d'abord distillé vers la fin du XIIIe siècle pendant la guerre entre la Mongolie et le royaume de Goryeo, aujourd'hui Corée. Les Mongols avaient appris des Perses la distillation de l'arak, lors de l'invasion du Moyen-Orient vers 1256 ; la technique fut ensuite apportée aux Coréens et des distilleries commencèrent à opérer près de la ville de Kaesong (개성). En effet, aux alentours de cette ville, le soju est connu sous le nom d'arak-ju (아락주).
De 1965 à 1991, le riz vint à manquer et le gouvernement coréen essaya d'atténuer ce manque en interdisant la distillation directe traditionnelle du soju à partir de grains fermentés. Au lieu de cela, un éthanol distillé à partir de n'importe quoi était mélangé à de l'eau et des arômes.
Bien que l'ère de la prohibition soit maintenant révolue, le soju bon marché continue d'être fait ainsi. Le gouvernement coréen limite le degré d'alcool du soju dilué à 35 %. Plusieurs régions se sont remises à produire du soju par distillation traditionnelle, qui produit un soju distillé. Le soju venant d'Andong est le plus réputé ; il titre 45 %.

### Marques
Le plus important fabricant de soju est la marque Jinro.
La variété de soju la plus populaire est le soju dit Chamisul (참 이슬, littéralement, « vraie rosée »).
Cependant, les marques populaires varient par localité. À Busan, Siwon soju ([시원 소주) est la marque locale et la plus populaire.
La région de Daegu a sa propre distillerie de soju, Kumbokju, qui produit la marque « Charm » (참).

## Étiquette
Le Soju est habituellement bu en groupe pendant les repas.
Il est contre les coutumes locales de se servir son propre verre de soju ; il est d'usage de se faire servir son verre par quelqu'un d'autre à la table,.
Dans la culture coréenne, utiliser ses deux mains pour offrir et recevoir une chose est considéré comme un acte de respect. Si un verre doit donc être servi par un supérieur, le receveur se doit de tenir le verre avec ses deux mains. De la même façon, la bouteille doit être tenue à deux mains lorsque l'alcool est servi à un supérieur.
Pour servir une boisson, il est d'usage de tenir la bouteille dans la main droite, en touchant son avant-bras ou son coude de la main gauche. Cette position particulière, qu'on retrouve également dans la tradition mongole, a comme origine le fait de retenir la manche de sa hanbok pour éviter qu'elle ne touche la table ou la nourriture. De la même façon, il est aussi d'usage, quand on se fait servir, de poser le verre dans la main gauche et de le tenir de la main droite.
Les Coréens invitent souvent au « cul sec », en coréen geonbae (hangeul : 건배 ; hanja : 乾杯, lit. verre sec, expression d'origine chinoise que l'on retrouve également en japonais) ; les autres convives lancent le défi de boire son verre en une gorgée. Un verre ne doit être resservi que s'il est vide. Il est malpoli de ne pas resservir le verre vide d'un convive.
Une autre règle s'applique lors d'un dîner avec un convive plus âgé ou plus élevé dans la hiérarchie sociale. Il est alors d'usage que l'invité le plus jeune se retourne pour boire son verre.